# اقتصاد جزر مارشال

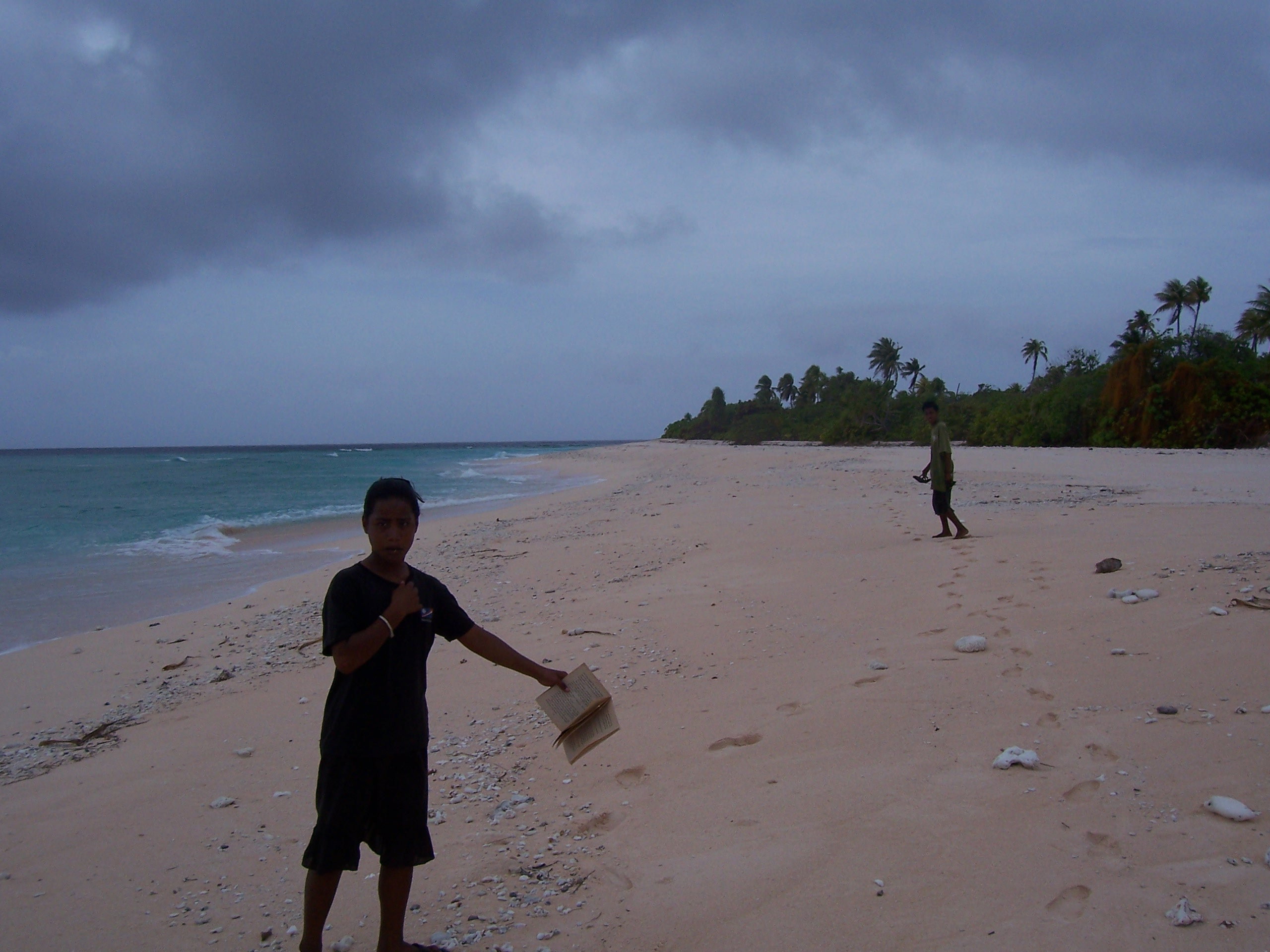

في حكومة جزر مارشال هي أكبر رب عمل، موظفة 30. 6٪ من قوة العمل، بانخفاض بنسبة 3.4٪ منذ عام 1988. والناتج المحلي الإجمالي مشتق أساساً من المبالغ المدفوعة من قبل الولايات المتحدة تحت شروط اتفاق الارتباط الحر المعدل. وشكلت المساعدات الأميركية المباشرة 60٪ من ميزانية جزر مارشال 90 مليون دولار. الاقتصاد يجمع بين قطاع الكفاف صغير والقطاع الحضري الحديث.